# Samsung SGH-E230
Celular folder compacto, com visor externo para visualizar chamadas e tirar fotos com o aparelho fechado, e alto-falante estéreo.
Music player reproduz MP3, AAC, AAC+, compatível com Bluetooth stereo perfil A2DP. Também tem entrada para cartão de memória que possibilita aumentar a capacidade de armazenamento do aparelho, com fotos, músicas e vídeos.Conexão de dados através de Bluetooth para fones de ouvido e impressoras sem fio, cabo USB para sincronismo de arquivos com PC, e downloads e internet WAP na velocidade de transmissão da rede GPRS.Visor de 1.9" LCD com 65 mil cores, resolução de 128 x 160. Dá maior nitidez e brilho para visualizar suas fotos, jogos e wallpapers. 

## Ligações Externas
- Imagem do telemóvel